# Пожниця
Пожниця (словен. Požnica) — поселення в общині Лашко, Савинський регіон, Словенія. Висота над рівнем моря: 605,5 м.